# Xanthoparmelia cirrhomedullosa
Xanthoparmelia cirrhomedullosa är en lavart som beskrevs av Hale. Xanthoparmelia cirrhomedullosa ingår i släktet Xanthoparmelia och familjen Parmeliaceae.   Inga underarter finns listade i Catalogue of Life.